# Château du Bon-Conseil
Le château du Bon-Conseil (castello del Buonconsiglio en italien) est l'un des plus célèbres bâtiments de Trente et un des plus grands monuments du Trentin-Haut-Adige. Résidence des princes-évêques de Trente du XIIIe siècle à la fin du XVIIIe siècle, le château est composé d'une série de bâtiments d'époques différentes, enfermés dans une enceinte protectrice dans une position légèrement surélevée par rapport à la ville.
Castelvecchio, le noyau le plus ancien, est dominé par une puissante tour cylindrique ; à l'extrémité sud du complexe, se trouve la torre Aquila, qui préserve le célèbre Ciclo dei Mesi (littéralement : cycle des mois), l'un des cycles picturaux à thème profane les plus remarquables de la fin du Moyen Âge italien. Le Magno Palazzo s'agit de l'élargissement du XVIe siècle sous les formes de la Renaissance italienne, commandé par l'évêque et cardinal Bernardo Clesio (1485-1539) ; il conserve un important cycle pictural maniériste en excellent état de conservation. La Giunta Albertina baroque remonte à la fin du XVIIe siècle.

## Histoire

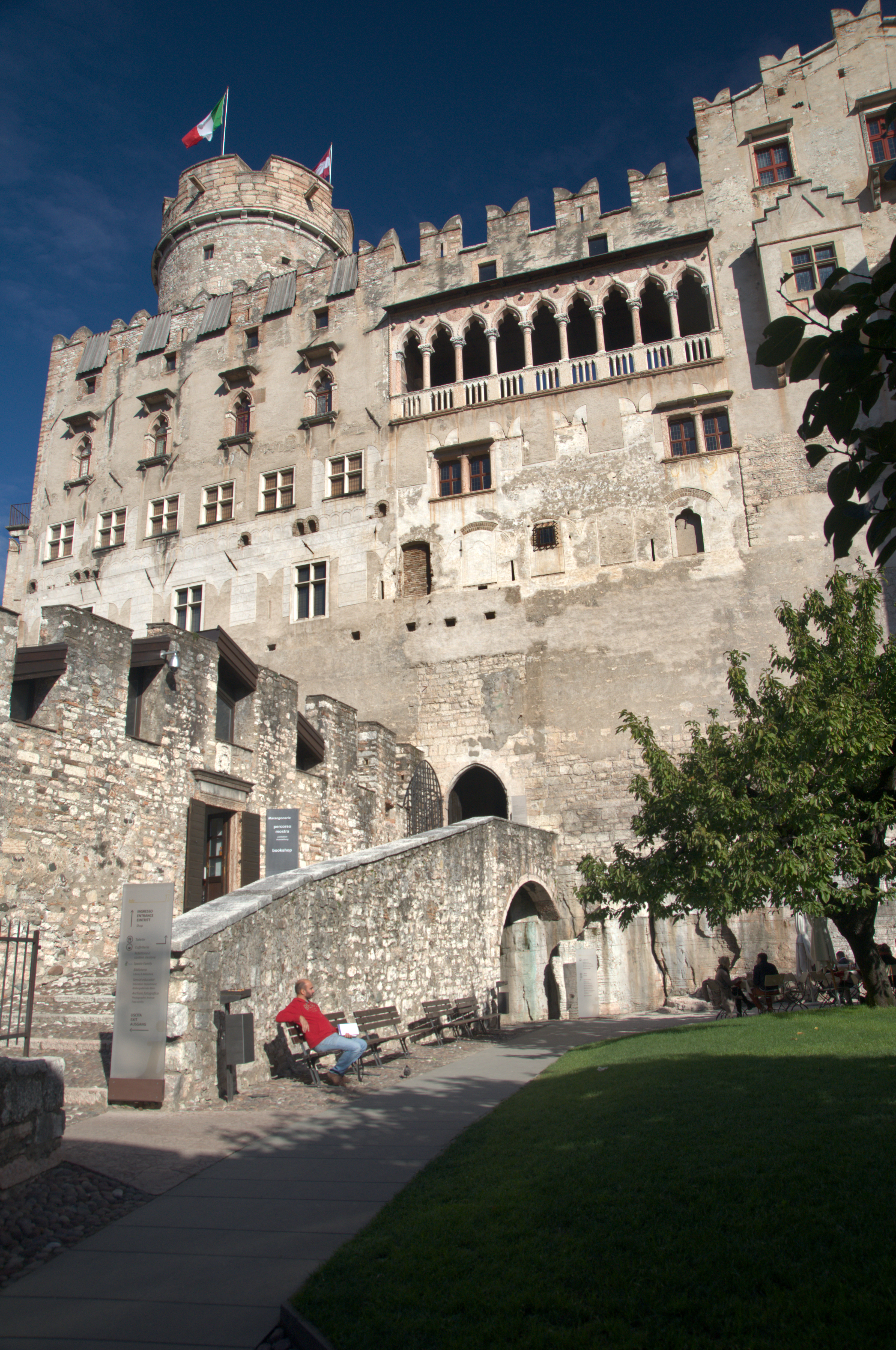
Façade du premier noyau appelé Castelvecchio.

Le château d'origine était un bâtiment fortifié édifié au XIIIe siècle et dénommé le Castelvecchio (le vieux château). Il jouxtait une enceinte entourant la cité de Trente. Le monument appartenait aux évêques de Trente. Au XIVe siècle, le château fut agrandi avec une entrée de style gothique. Par la suite il fut remanié pour devenir une résidence princière avec loggia. Au XVIe siècle, le cardinal Bernhard von Cles en fit sa nouvelle résidence sous le nom de Palazzo Magno (le grand palais). 
Le château resta le siège des évêques de Trente jusqu'en 1803. Ensuite, l'armée autrichienne en prit possession comme caserne militaire. En 1920, lors du retour de Trente à l'Italie, le château fut transformé en musée national.
Le peintre italien Il Romanino a contribué aux nombreuses fresques du château :
- Décorations et fresques de la loggia (1531-1532) ;
- La Visitation, huile sur toile (1535-1536) ;
- Vierge à l'Enfant, les saints Nicolas et  Dorothée et le donateur, huile sur toile (1545).

D'autres artistes ont laissé le témoignage de leurs œuvres, notamment Giuseppe Alberti et son Pala di San Vigilio ; Marcello Fogolino et son Histoire de la vie de Jules César. Enfin d'autres peintres ont leurs œuvres présentées dans le musée du château, tel que Francesco Fontebasso.
Selon la légende, un couloir dérobé relierait le château à la cathédrale de Trente.

## Description

### LeCiclo dei Meside la torre Aquila

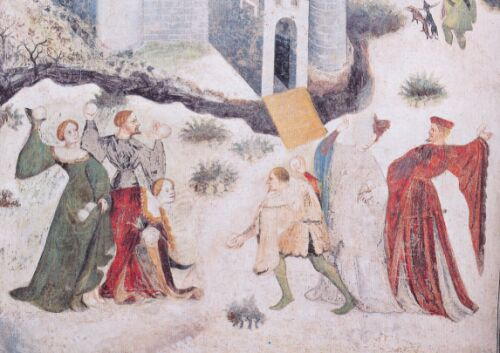
Maître Wenceslas, Ciclo dei Mesi, gennaio, Torre Aquila, v. 1400, détail.

Les cours des Alpes, comme celle de la Principauté épiscopale de Trente, étaient les lieux où la langue polie du gothique international trouva un accueil enthousiaste et durable vers la fin du XIVe siècle. À Trente, vers 1400, le prince évêque de Trente George de Liechtenstein a commandé le Ciclo dei Mesi  à un artiste étranger, probablement bohème (désigné par certains comme le maître Wenceslas de Bohême, dont la présence à Trente est documentée en 1397) . l'un des plus grands exemples du gothique tardif au niveau international.
Le cycle est divisé en onze carrés différents, le mois de mars étant perdu lors d'un incendie. Chaque panneau, délimité par des colonnes torsadées, montre la représentation de la vie de la noblesse en harmonie avec le langage poli, mais aussi les activités agricoles et pastorales de la population rurale, selon les saisons changeantes.

### Les fresques du Magno Palazzo
En 1514, Bernhard von Cles (en italien Bernardo Clesio) devint prince-évêque de Trente. C'est un homme de gouvernement et un diplomate de la maison des Habsbourg, ainsi que l'un des principaux organisateurs du concile de Trente. Lié à la culture allemande, le cardinal Clesio était une figure internationale qui a également ouvert la Principauté aux innovations artistiques de la Renaissance italienne. Souverain d'une petite principauté frontalière, Clesio se fit mécène et fit venir à Trente plusieurs artistes, tels les frères Dosso Dossi et Battista Dossi, Marcello Fogolino et Gerolamo Romanino pour décorer de fresques le Magno Palazzo qu'il avait fait construire en 1531.

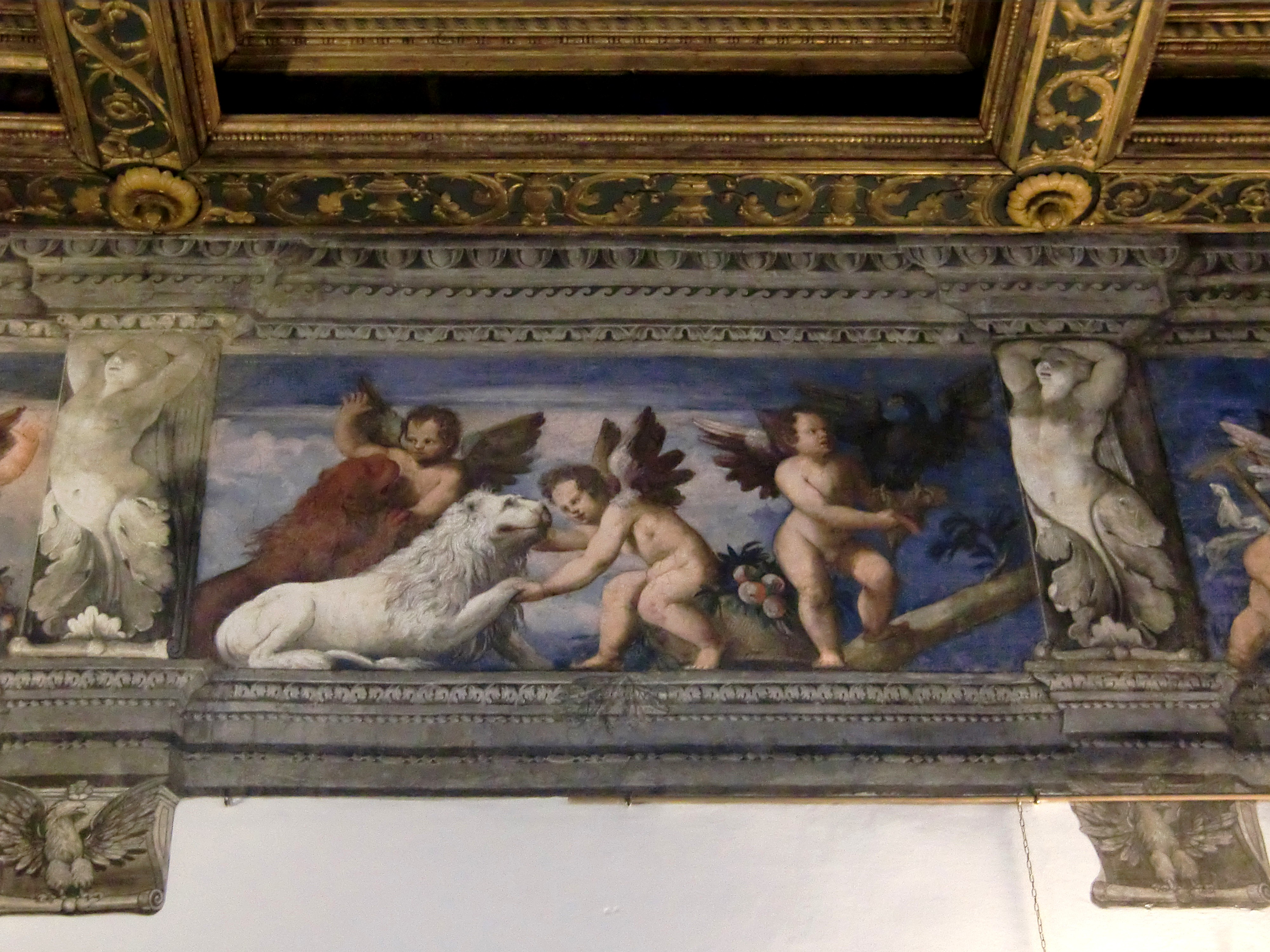
Dosso et Battista Dossi, Fresques dans la sala grande, 1531.

#### Fresques des frères Dossi
Le nouveau palais est accessible depuis Castelvecchio par un pont suspendu d'une élégante architecture Renaissance avec des colonnes de candélabres. De là, après avoir passé un atrium qui sert d'antichambre à la chapelle, dont la voûte est décorée de figures en terre cuite par le sculpteur toscan Zaccaria Zacchi. L'atrium était autrefois composé des fresques des frères Dossi, comprenant des lunettes surplombant les Divinités de l'Olympe et au centre, parmi les nuages, des groupes de putti traînent les gigantesques armoiries cardinales de Cles. Dosso Dossi a été chargé, avec son frère, de réaliser des fresques dans de nombreuses autres salles, telles que la Grande Salle, la Galerie des Glaces, la salle Camin Nero ou encore la Stua della Famea (le réfectoire, transformé par les Autrichiens en salle d'audience) et la bibliothèque.
Dans la Grande Salle, les deux frères de Ferrare ont peint la frise qui court sous le plafond à caissons tout autour de la salle : entre des figures de cariatides peintes en monochrome, il y a plusieurs niches peuplées de chérubins qui s'amusent à perturber les lettres d’or composant le prénom (Bernardt) du prince-évêque, à taquiner les lions blancs et rouges qui figurent dans les armoiries de Cles ou l'aigle noire de celles du Trentin.

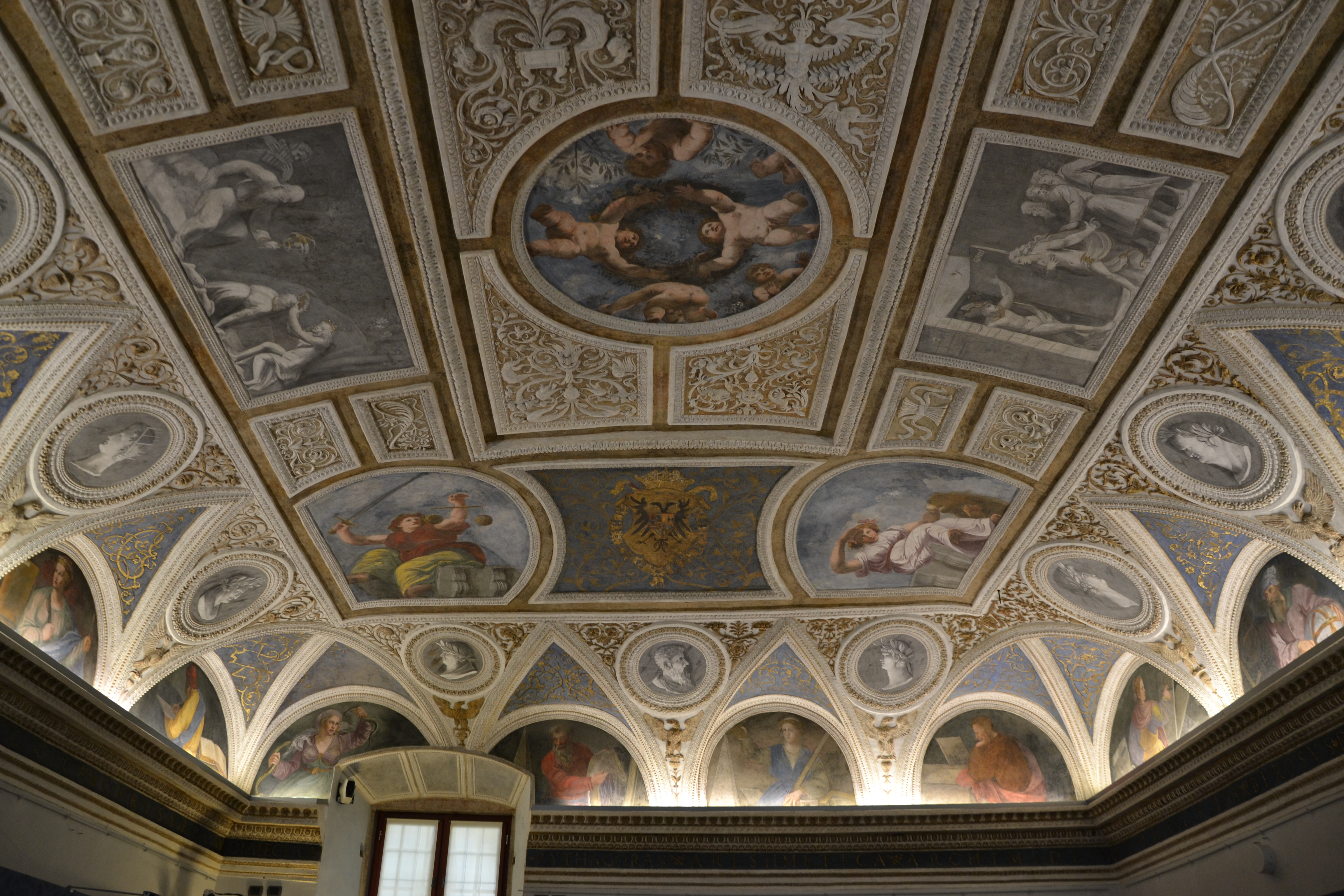
Camera del Camin nero, Dosso et Battista Dossi.

Dans la salle Camin nero, au centre des stucs qui ornent la voûte, il y a une fresque ronde avec des figures de putti, peintes avec la technique du Quadratura, pour donner l'illusion d’une perspective brisée en surplomb, avec pour inspiration évidente La Chambre des Époux du Palais ducal de Mantoue. Alors que dans les angles les Vertus cardinales sont représentées, dans les lunettes en dessous de la voûte se trouvent les représentations des sept arts libéraux et des figures des sages anciens qui se sont distingués dans ces arts.
Dans la décoration que les Dossi ont créée pour la Stua della famea, les fresques des lunettes sont particulièrement intéressantes, avec des scènes de paysages aérés dans lesquels certaines des plus célèbres fables de Phèdre sont placées (avec une intention morale évidente). Malgré le mauvais état de conservation, beaucoup se distinguent encore, comme le renard et les raisins, le renard et la cigogne, etc. Dans les lunettes sont représentées des statues classiques peintes, monochromes.
Dans le majestueux plafond en bois de la grande bibliothèque, les Dossi ont créé les décorations des plafonds à caissons, toujours avec des figures de sages anciens, comme il convenait à la culture humaniste de Bernardo Clesio.

#### Fresques de Romanino

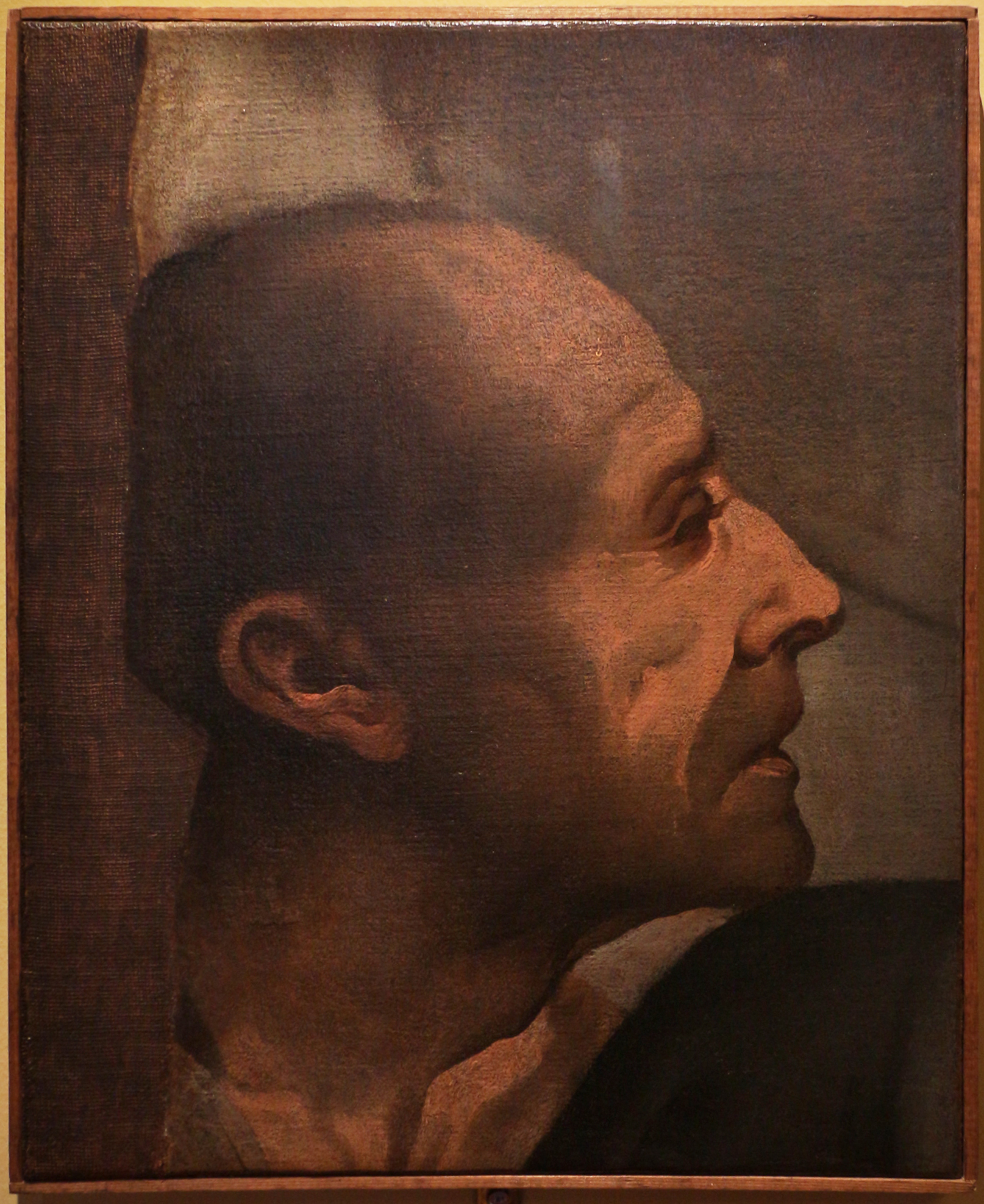
Romanino, testa maschile, dall'organo di s.m. maggiore atrento, 1535-36.

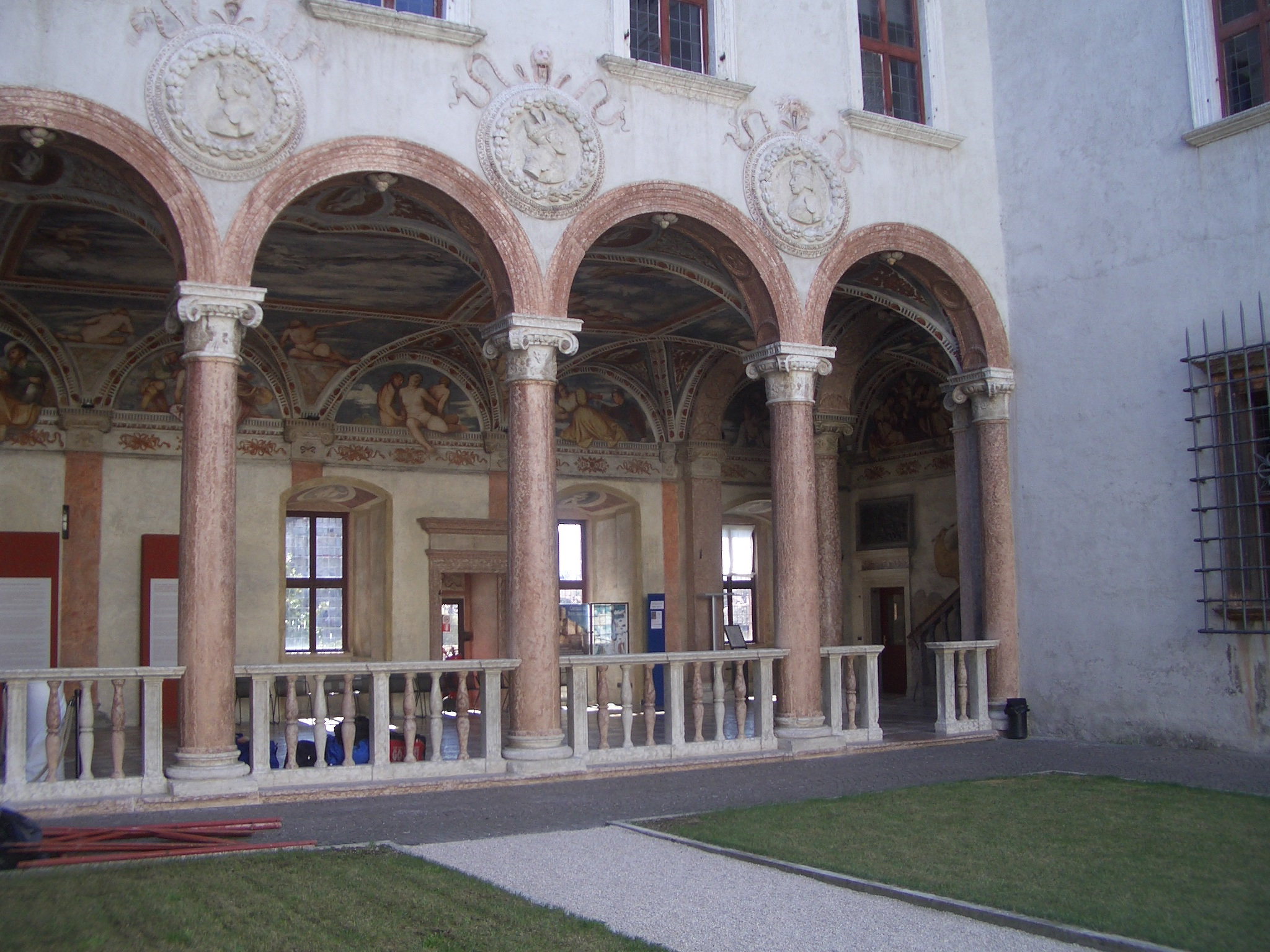
Loggia Romanino.

Romanino a été chargé de la décoration de différentes pièces, dont la loggia de la cour des Lions, un environnement de communication entre les différentes parties du bâtiment placé en position centrale. Il a créé dans l'espace pictural de la loggia, paginant habilement son histoire entre les panneaux de la voûte, les voiles triangulaires, les pendentifs et les lunettes, l'un des cycles picturaux les plus originaux et suggestifs de la Renaissance, composé d'une série hétérogène de scènes au thème profane, avec des épisodes de l'histoire mythologique ou romaine, et des scènes tirées de la Bible.
Les fresques placées dans les lunettes de la loggia forment une succession de scènes avec des protagonistes féminines, denses de références (d'interprétation symbolique difficile) à la fois à la vertu et à l'attrait féminin. En général, les scènes de fierté punie (Phaéton, Holopherne, Samson, Cléopâtre) et la conservation de la vertu (Lucrèce) prévalent, un avertissement voilé à la continence et à la modération pour les invités du château.
Il y a l'épisode de Judith et Holopherne, un concert de flûte, le meurtre de Virginie et le suicide de Lucrèce raconté par Tite-Live, la représentation des Charites, le suicide de Cléopâtre à l'aspic, raconté par Plutarque, Samson qui subit la coupe de cheveux de Dalila, un concert country, la représentation de Vénus et Cupidon. À ces scènes s'ajoute, dans la voûte près de l'escalier, le rat de Ganymède entouré de putti surpris dans des poses insolites. Entouré des personnifications des 4 saisons (prinyemps-Floro, été-Pomone, automne-Bacchus, hiver-Saturne), dans le grand panneau central de la voûte, en position dominante, on retrouve la scène vertigineuse de Phaeton incapable de contrôler les chevaux sauvages qui traînent le Char solaire. Le père inquiet de Phaéton, Apollon, et sa sœur Séléné qui tourne son regard, sont représentés au centre de lunettes, de part et d'autre de la voûte, qui rappelle le ciel avec son fond bleu. La décoration est complétée par des hommes nus dont la chair rosée se détache sur le fond bleu du ciel, qui, à leurs manières, se réfère au plafond voûté de Michel-Ange nu de Sixtine.
Dans la salle d'audience, le peintre de Brescia a peint un portrait de Bernardo Clesio engagé dans l'œuvre avec son secrétaire, placé au-dessus de l'entrée et entouré des armoiries de la famille et de la Principauté. Sur les murs de la salle, il a placé les figures des dirigeants de la dynastie des Habsbourg, qu'il a fait pour se rapporter aux empereurs romains d'en face, dans un lien direct et spirituel entre l'ancien Empire romain et le Saint-Empire romain germanique.
Parallèlement aux scènes officielles d'inspiration humaniste classique, Romanino a également rencontré — dans le palier de la loggia et le long de l'escalier menant au jardin — des sujets dans lesquels il pouvait exprimer pleinement son tempérament de peintre ironique et moqueur. Ce sont des scènes dérivées de la vie quotidienne à la cour, comme le Salaire des ouvriers (avec un surintendant fronçant les sourcils et quelques ouvriers insatisfaits), le Bouffon qui joue avec le singe ou des scènes plus salaces comme celle d'un soldat courtisant une femme ou la bande dessinée de la castration d'un chat.

#### Fresques de Fogolino

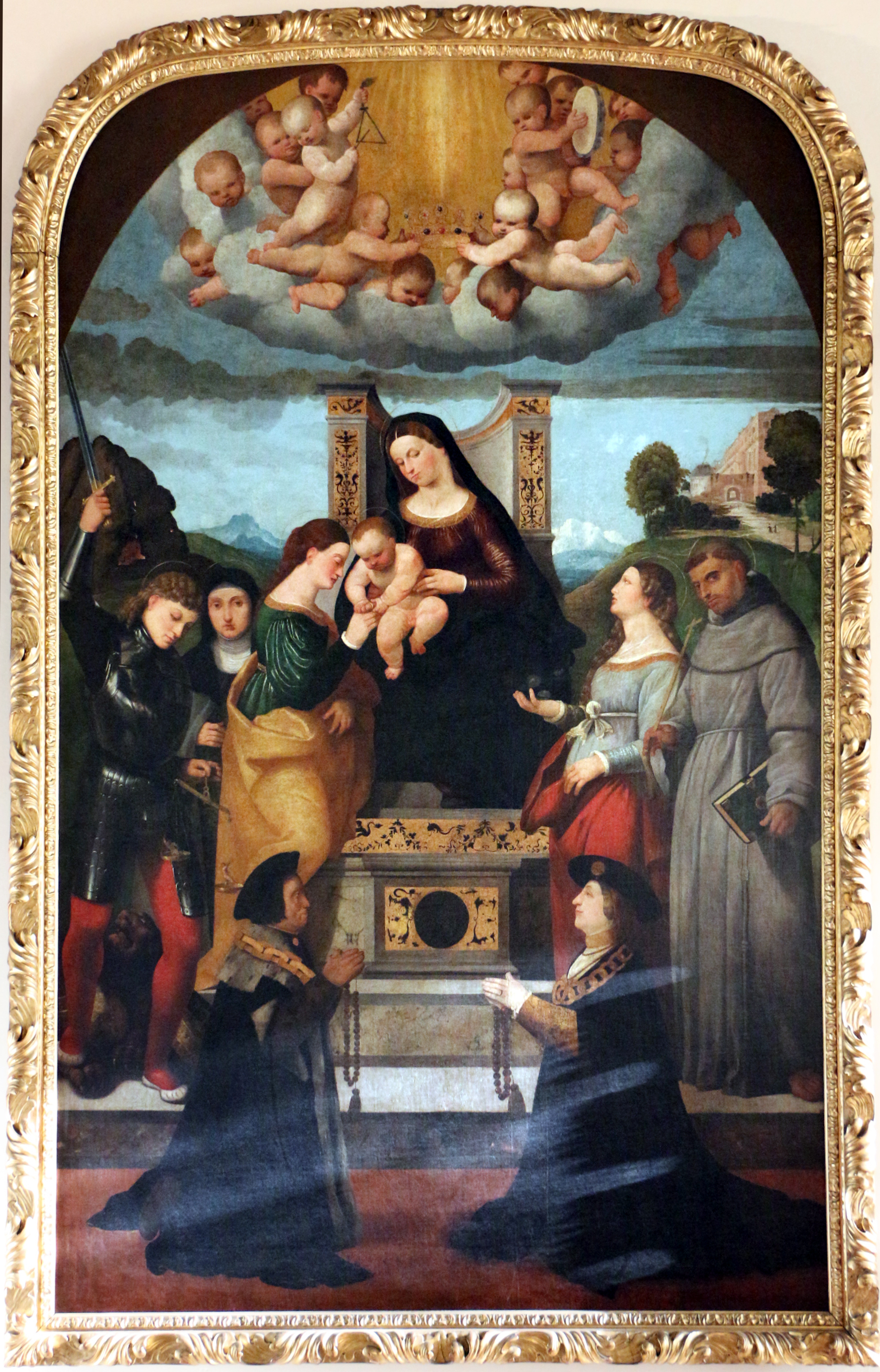
Marcello Fogolino, mariage mystique de sainte Catherine, 1520.

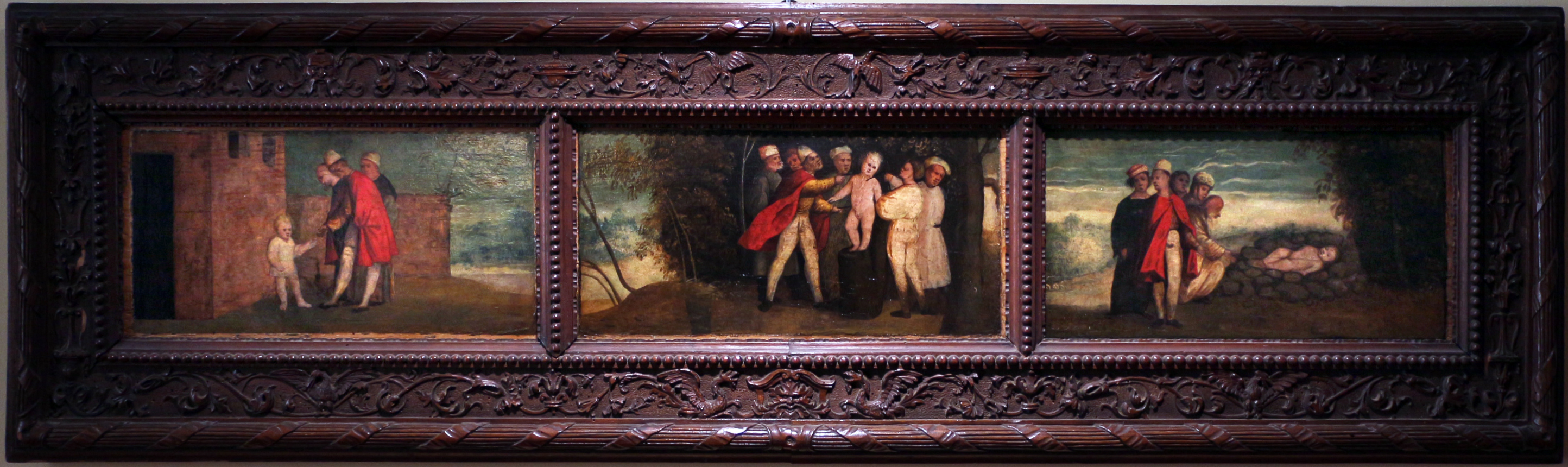
Marcello Fogolino, épisodes de la vita di lorenzino da marostica, 1520-40.

Marcello Fogolino a été actif pendant cinq ans au service du Cardinal Cles, opérant dans de nombreux environnements. Les fresques qui couvraient les murs de la Cortile dei Leoni centrale, qui ne conserve les décorations originales que les rondes en terre cuite avec les portraits à l'ancienne de la famille Habsbourg (Maximilien I, Philippe 1er le Beau, Charles Quint,  Ferdinand I) qui témoigne de la fidélité du cardinal à la dynastie impériale.
Un hommage aux empereurs est toujours représenté par la fresque bien conservée de Fogolino dans la cour de Castelvecchio, qui représente Charlemagne. Toujours à Castelvecchio, le peintre frioulan est affecté à la décoration en fresque de la chambre haute avec la série de portraits des évêques de Trente, à partir de l'an 1000, au début de la principauté épiscopale. La longue théorie cardinale est surmontée par la galerie des empereurs du Saint-Empire romain germanique, dont ils dépendaient. La décoration de la salle est évidemment inspirée de la Sala del Maggior Consiglio du Palais des Doges à Venise. La décoration de la voûte du réfectoire au rez-de-chaussée, qui sert d'antichambre aux caves, utilisées pour la dégustation de vin, a un caractère purement décoratif, abandonnant toute intention festive présente dans les autres salles, étant donné que la salle n'avait pas de fonction de représentation. Ici sur la voûte à fond jaune, l'imagination de Fogolino a toute sa place pour inventer de minuscules décorations grotesques et des festons de fleurs et de fruits selon des motifs traditionnels de la Renaissance, ainsi que des épisodes festifs de la vie de cour tels que des concerts et des banquets.
Le plus grand chef-d'œuvre de Fogolino est la voûte de la Camera terrena del Torrion da basso, parfaitement circulaire. Toute la surface est recouverte d'un stuc blanc raffiné avec des motifs végétaux, dans lequel les ovales et les lunettes décorées de fresques sont fixés. Ici aussi, des épisodes exemplaires de la Rome antique, et en particulier de la vie de César, ont été pris, en plus des lunettes avec la série des anciens empereurs. La décoration est complétée par des ovales avec des nus masculins et féminins et des plumes avec des figures fantastiques. Les histoires de la vie de Jules César racontent Ptolémée présentant la tête de Pompée, le Triumvirat, César au Sénat et un Triomphe nocturne où l'artiste se produit à la lumière d'une torche virtuose.

## Galerie

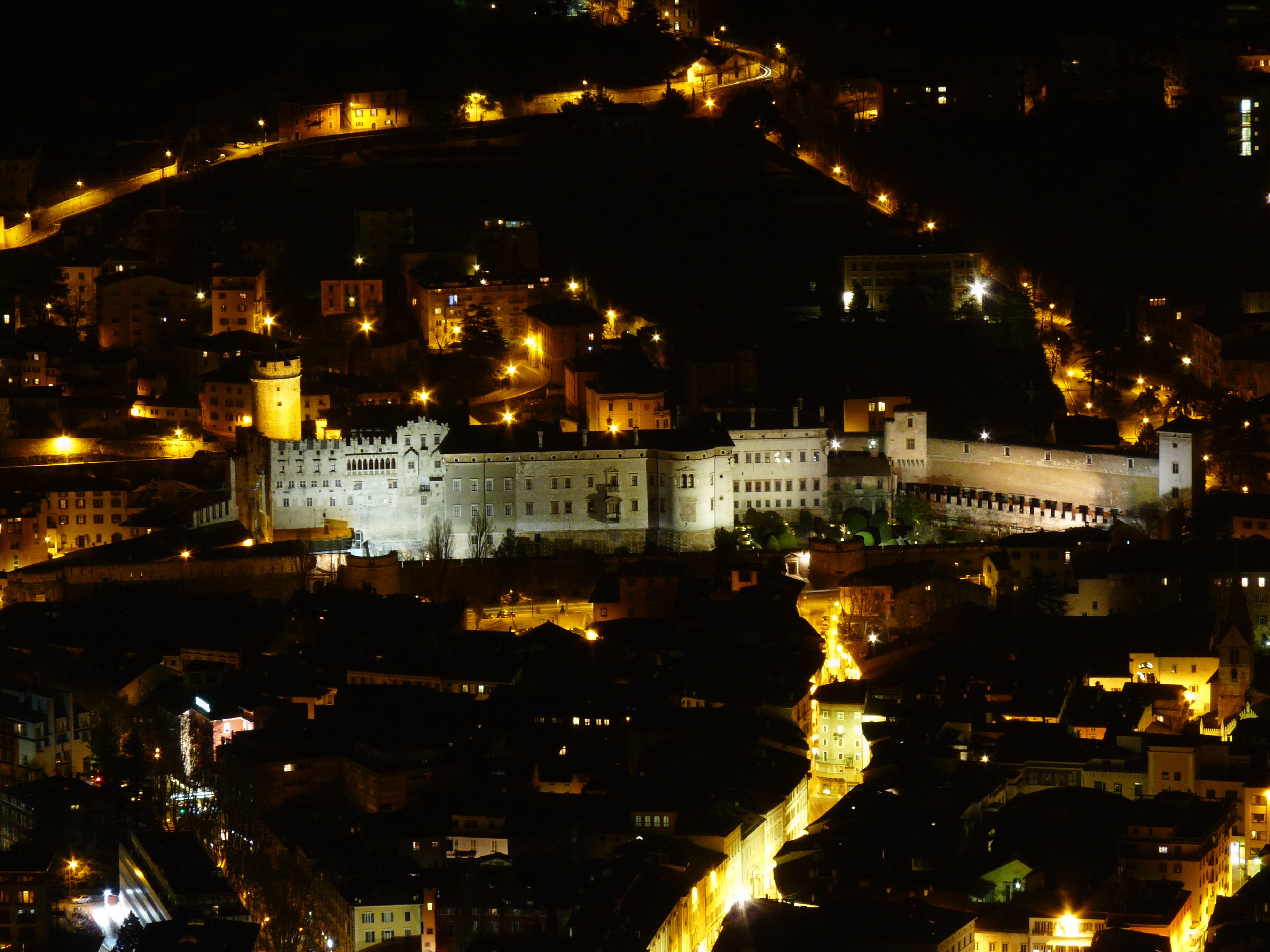
Le château vue de nuit.
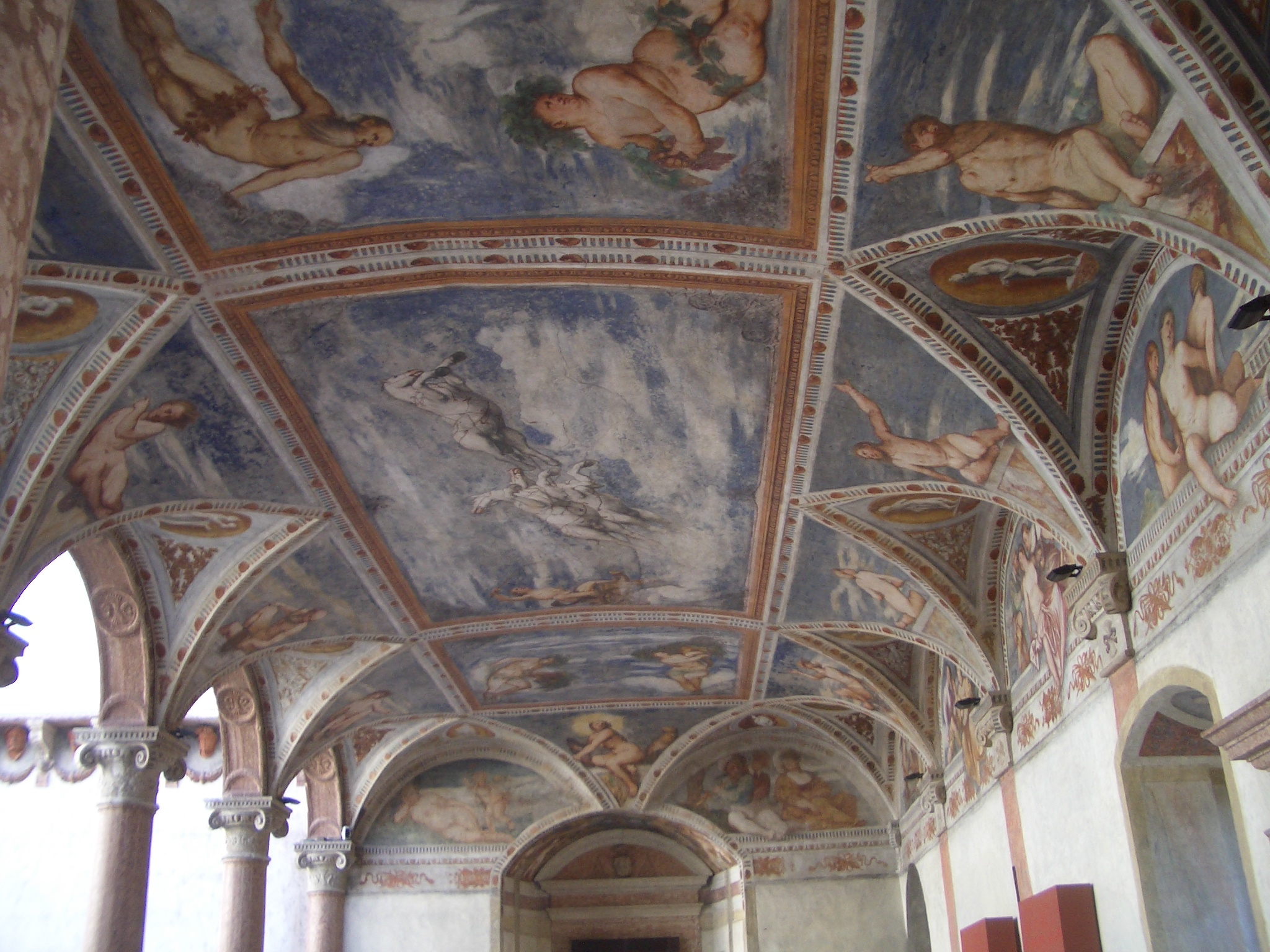
Fresques dans la loggia du château.
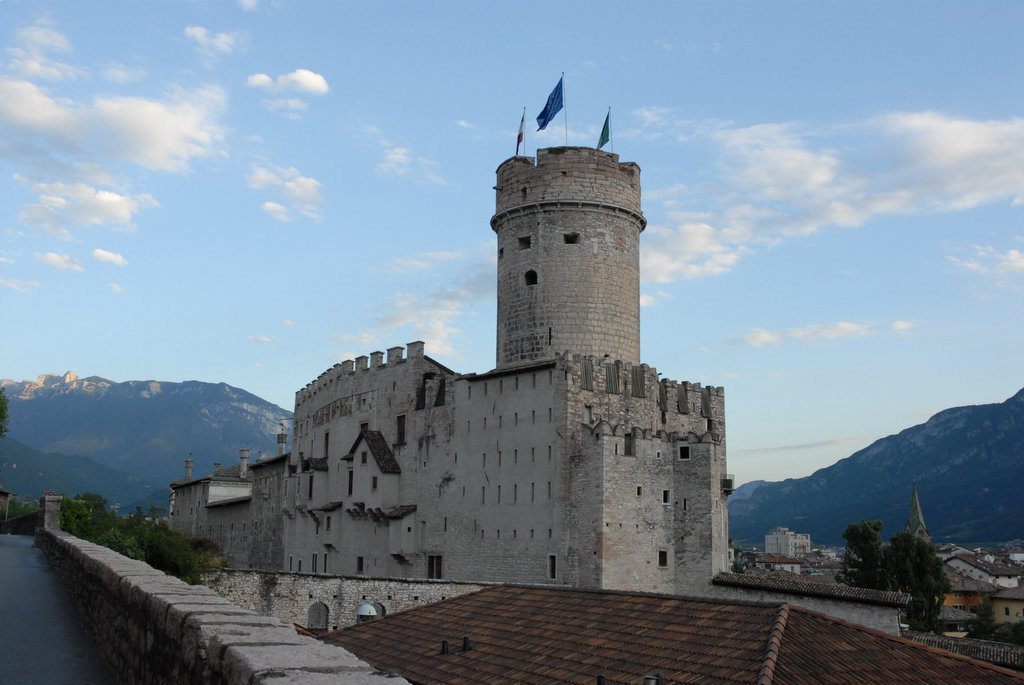
Le donjon du château.
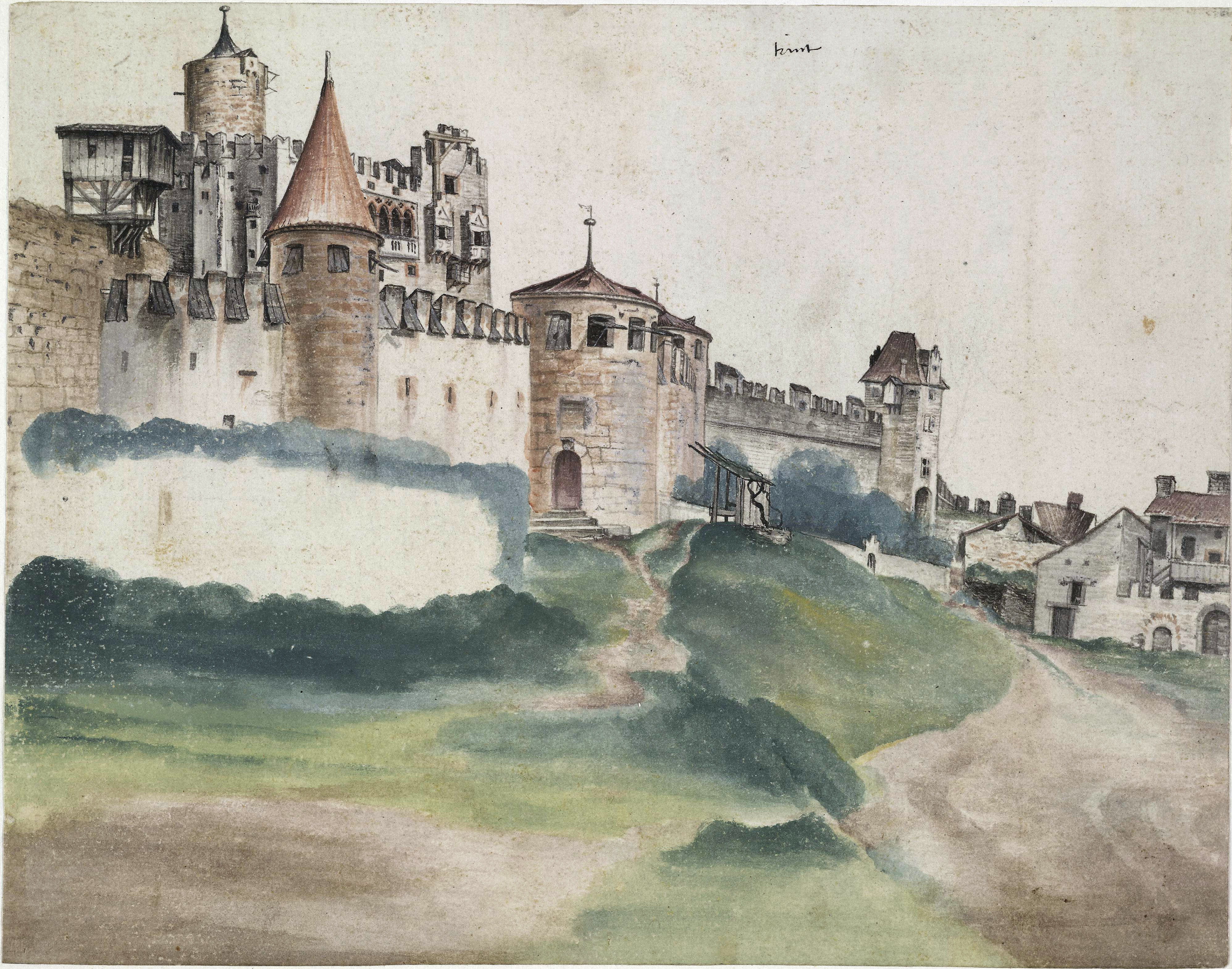
Le château de Trente par Albrecht Dürer en 1495.